# Asynapta thuraui
Asynapta thuraui är en tvåvingeart som beskrevs av Rubsaamen 1893. Asynapta thuraui ingår i släktet Asynapta och familjen gallmyggor. Inga underarter finns listade i Catalogue of Life.